# Uet Era Ngermeuangel
Uet Era Ngermeuangel ist ein Brackwassersee im Inselstaat Palau auf der Halbinsel Ngermeuangel der Insel Koror.

## Geographie und Hydrographie
Der See liegt im Süden der Ngermeuangel-Halbinsel, welche den Südteil von Koror ausmacht und selbst durch tiefe Buchten und zerklüftete Korallenformationen geformt ist. Knapp einen Kilometer weiter südlich liegt der kleinere Goby Lake.
Der See hat zwar durch Spalten Verbindung mit dem Meer, ist jedoch meromiktisch. Er erreicht eine Tiefe von etwa 40 m. Der See ist geschichtet. Er besitzt eine obere Schicht von sauerstoffreichem Wasser und eine untere anoxische Schicht. Der Sauerstoffgehalt nimmt von etwa 5 bis 6 ppm an der Oberfläche auf 0 ppm in etwa 15 m Tiefe ab. Die Schichtung ist permanent, d. h. eine saisonale Durchmischung oder eine Durchmischung während und kurz nach Stürmen kommt nicht vor. Daher sind Organismen, die Sauerstoff zum Leben brauchen, auf die oberen 15 m beschränkt.

## Fauna
Der See ist bekannt für seine Population der Quallenart Mastigias papua.